# Johann Samuel Agner
Johann Samuel Agner (* 9. Oktober 1701 in Merseburg; † 21. Oktober 1769 in Zeitz) war ein evangelischer Geistlicher und Schriftsteller.

## Leben
Johann Samuel wurde als Sohn des Merseburger Bürgers und Schneiders Christian Agner geboren und besuchte das Gymnasium in seiner Geburtsstadt. Danach studierte er ab 1721 Theologie an der Universität. Nach dem Wechsel an die Universität legte er dort 1724 die Magisterprüfung erfolgreich ab. 1715 fand er ihn Merseburg eine erste Anstellung als Choralist.
Von 1728 bis 1736 war er in Heuckewalde tätig, danach wechselte er an die Kirche St. Viti in der Vorstadt Altenburg bei Merseburg, wo er bis Januar 1743 als Pfarrer wirkte. Von hier folgte er dem Ruf als Archidiakon an die St. Michaeliskirche in Zeitz. Dieses Amt übte er bis 1750 aus. Seit dem 15. November 1750 bis zu seinem Tod wirkte er als Pfarrer der Gemeinde St.  Nicolai in Zeitz.
Neben seiner Pfarrer- und Archidiakontätigkeit war er schriftstellerisch auf geistlichem Gebiet tätig.

## Werke
- Gottgeweihtes Räucherfaß voller Räucherwerks zum Gebete der Heiligen, Zeitz 1744
- Das mit ausgebreiteten Händen vor dem Sächsischen Friedensaltare auf seinen Knien liegende Zeitz, Zeitz 1746
- Erbauliche Gedanken über den im Jahr 1555, den 25. September, getroffenen Religionsfrieden in Frag und Antwort, Naumburg, Zeitz 1755

## Ehrungen
Ein Bild von Agner befindet sich in der Kapelle des Johannesfriedhofes in Zeitz.